# Rosengarten Zweibrücken
Der Rosengarten Zweibrücken in der pfälzischen Stadt Zweibrücken (Rheinland-Pfalz) ist das drittgrößte Rosarium in Deutschland. Er besteht aus einer mehr als 5 ha großen Parkanlage, in der über 50.000 Rosen von mehr als 2000 verschiedenen Sorten arrangiert sind. Der Park ist das Wahrzeichen der Stadt und zählt zu ihren touristischen Sehenswürdigkeiten, zu denen auch das restaurierte Residenzschloss der Herzöge von Pfalz-Zweibrücken gehört.
Im Jahr 2019 stellte die Generaldirektion Kulturelles Erbe Rheinland-Pfalz den Rosengarten als Denkmalzone unter Schutz als eines der „bedeutendsten Rosarien Deutschlands“ und als einen „Garten, der in herausragender Weise einen Gartentypus vertritt, der auf Grund bürgerlichen Engagements entstand und zu einem festen Bestandteil einer öffentlich zugänglichen Grünanlage wurde“.

## Geographie

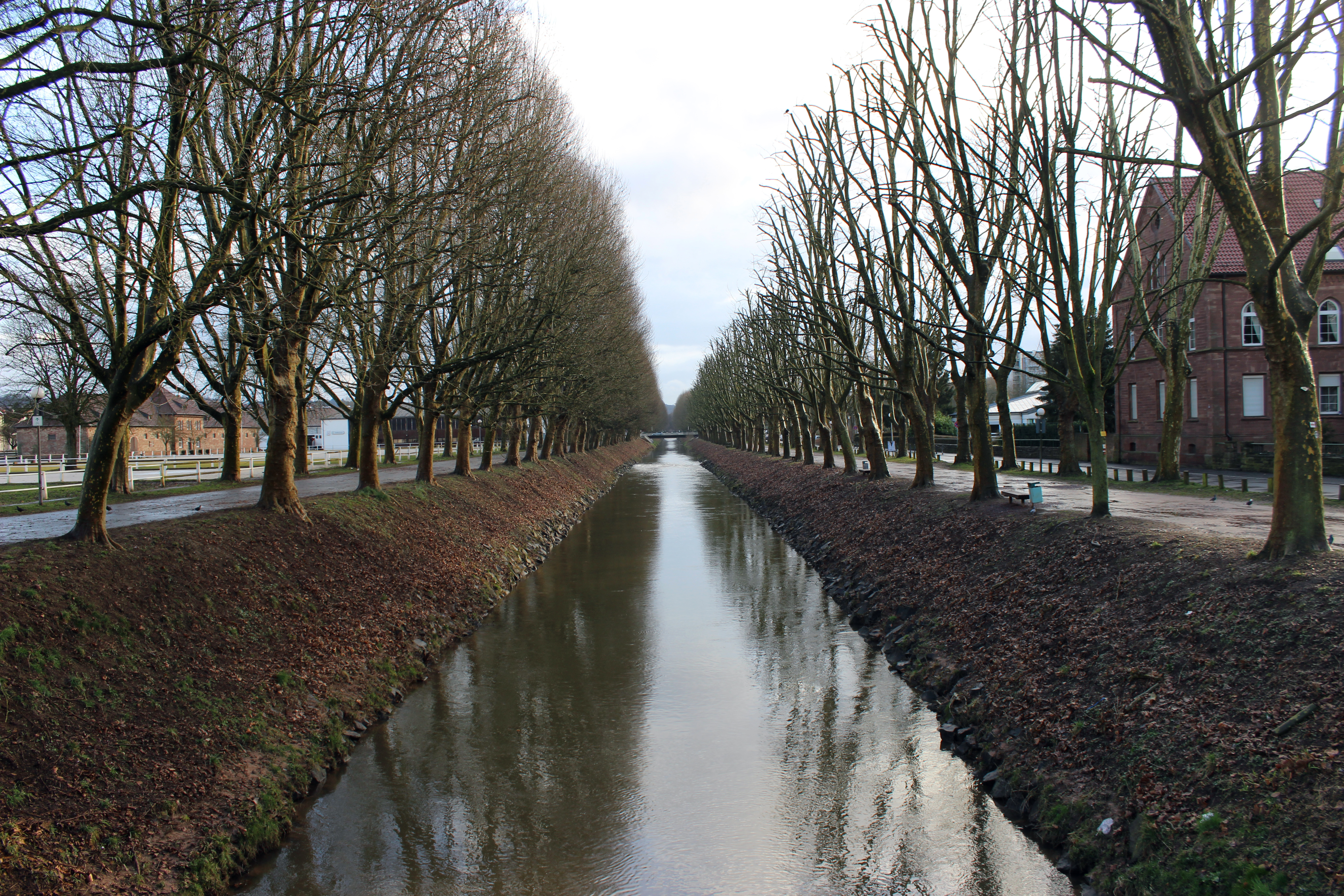
Denkmalzone Schwarzbachkanal

Der Zweibrücker Rosengarten erstreckt sich am Nordrand der Zweibrücker Innenstadt von Nordost nach Südwest auf einer mittleren Höhe von 225 m ü. NHN. An der etwa 500 m langen Nordwestseite wird er durch die Rosengartenstraße begrenzt, über die er von der Landesstraße 480 aus erreichbar ist, die innerstädtisch Saarlandstraße heißt.
An der Rosengartenstraße fließt in Südwestrichtung der Schwarzbach entlang; auf der Südostseite trennt den Park vom Wohngebiet der Bleicherbach, der aus dem Schwarzbach oberhalb im Nordosten nach links ausgeleitet wird und unterhalb im Südwesten wieder zurückmündet. Der Schwarzbach wurde in diesem Bereich ab 1621 kanalisiert; er ist samt der um 1770 nach Plänen von Baudirektor Christian Ludwig Hautt unter Herzog Christian IV. errichteten Natursteinfassung und der Platanenallee entlang seines Laufs als Denkmalzone Schwarzbachkanal unter Schutz gestellt.

## Geschichte
Die Parkanlage wurde am 20. Juni 1914 anlässlich des Rosenkongresses durch Prinzessin Hildegard von Bayern eröffnet. In diesem Jahr stellte der Rosenzüchter Peter Lambert eine leicht duftende, cremegelbe Teehybride vor, die nach der Prinzessin benannt wurde.
Dem damaligen Zeitgeist entsprechend wurde der Rosengarten errichtet, um eine dauerhafte Rosenausstellung zu schaffen, die stets auch die aktuellsten Sorten deutscher und internationaler Züchter enthalten sollte.

## Anlage und Präsentation

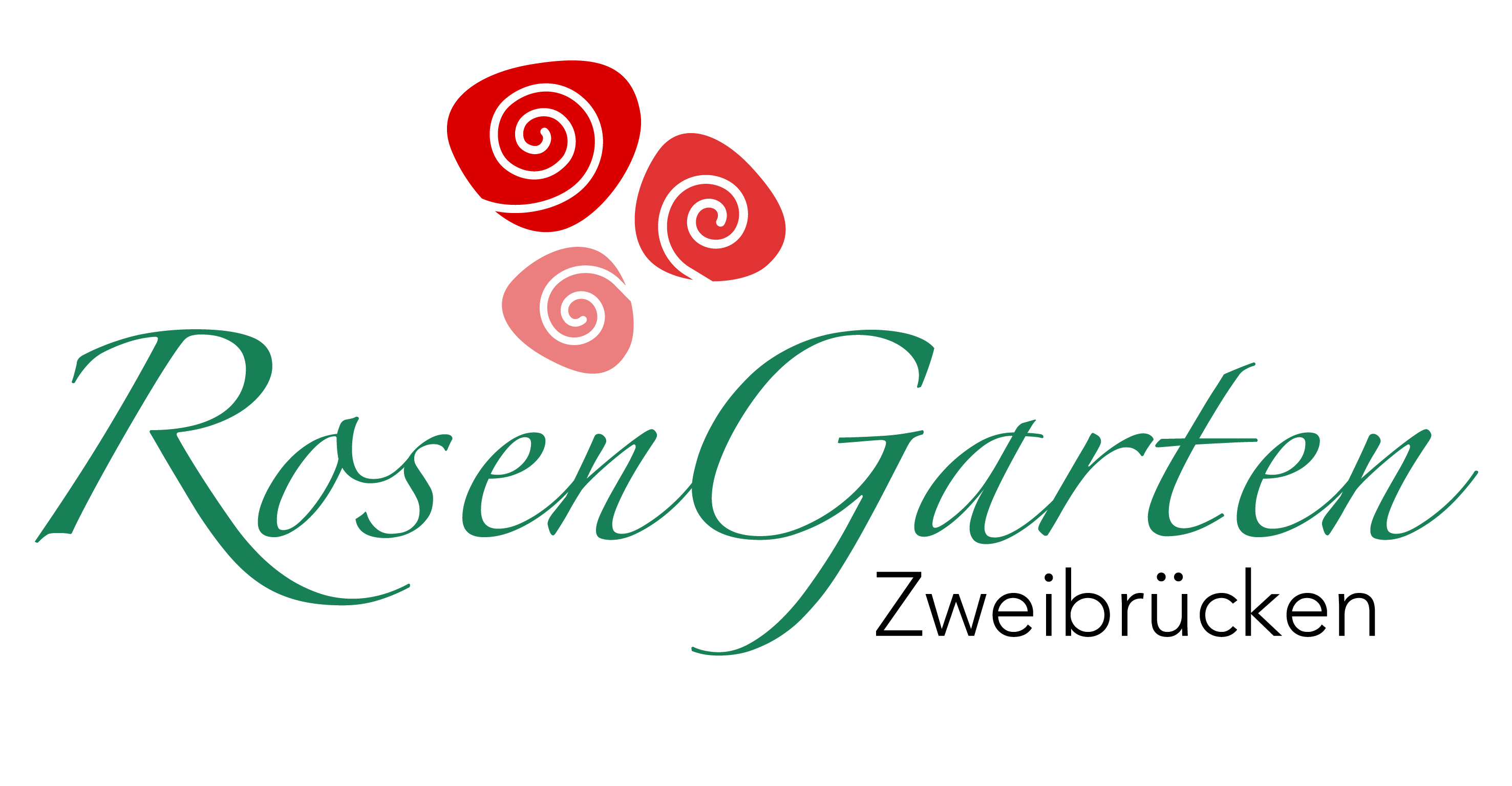

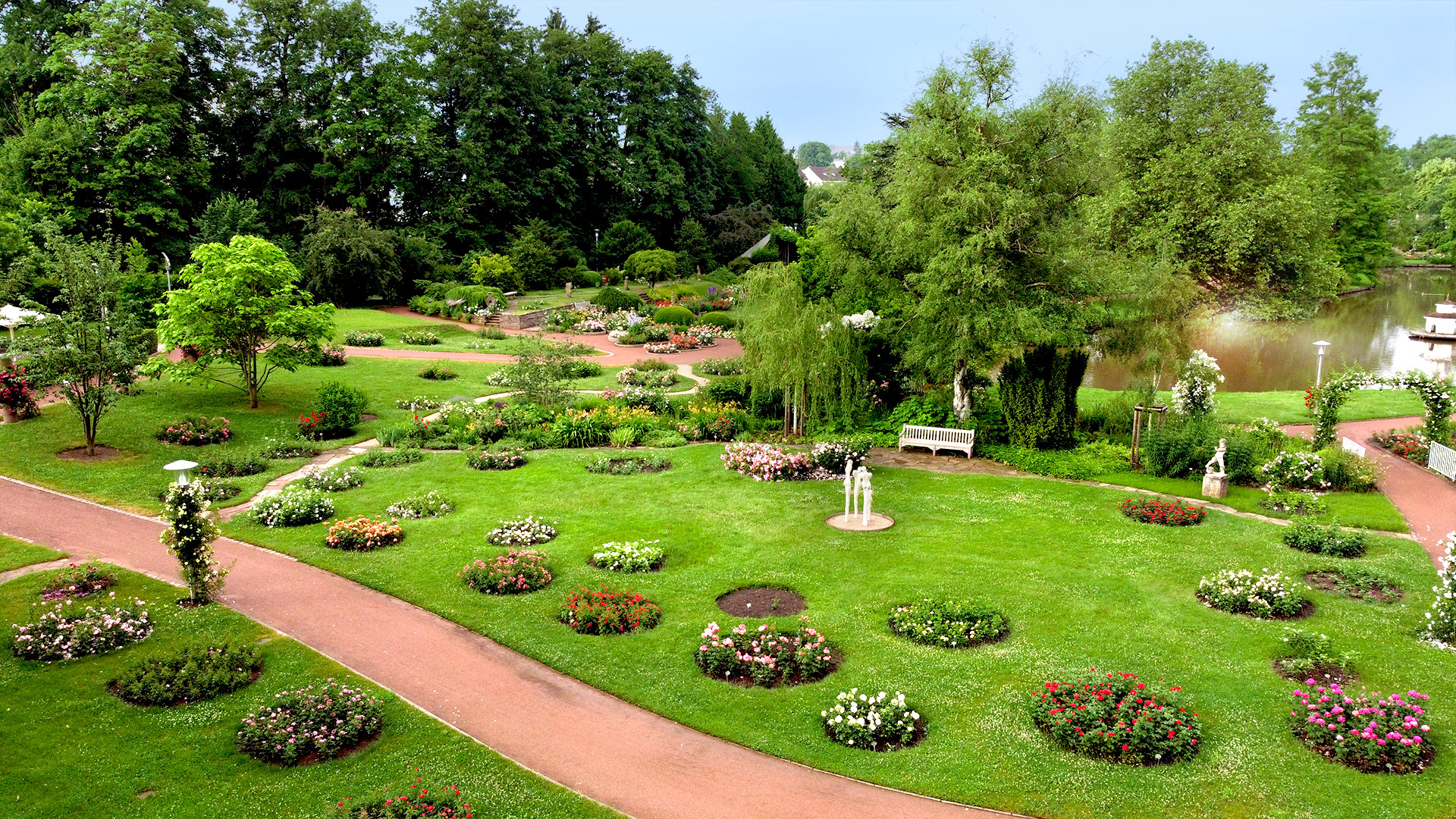
Drohnenansicht von Quartier IX

Die Anlage mit dem etwa 1 Hektar großen See, der von der Saarlandstraße aus aufgestaut ist, geht zurück auf Landschaftsarchitekt Philipp Siesmayer, dessen Planung kurz vor dem Ersten Weltkrieg erfolgte. Nach mehrmaliger Erweiterung gestaltete Oskar Scheerer ab 1956 den Park in der heutigen Form. Auch wenn der Garten in seiner baulichen Gestaltung unter Schutz steht, ist der Pflanzenbewuchs trotzdem im steten Wandel begriffen. Stauden, Bäume und Gehölze müssen den sich verändernden klimatischen Bedingungen im Zuge der globalen Erwärmung angepasst werden. Bereits seit 2012 wird der Garten als erster Rosengarten in Deutschland biologisch bewirtschaftet. Er sieht sich deswegen als Vorreiter und Vorbild einer umweltfreundlichen Gartenpolitik sowohl für öffentliche Gärten und Grünflächen als auch für jeden privaten Hobbygärtner.
Heute ist der Zweibrücker Rosengarten Deutschlands älteste noch bestehende Anlage, die Rosenneuheiten präsentiert. Auf Dauer gedeihen die Neuzüchtungen nur, wenn sie gesund sind; zudem müssen sie ohne Pflanzenschutzmittel und ohne übermäßige Wasserzugabe in trockenen Sommern auskommen. Das Sortiment wird ergänzt durch viele widerstandsfähige historische Rosensorten. Der Rosengarten präsentiert eine Kombination aus Rosen, Stauden, Gräsern und Zwiebelpflanzen, die den klimatischen Veränderungen angepasst sind. Die Auswahl der Pflanzen ist so ausgelegt, dass der pflegerische Eingriff des Gärtners auf ein Minimum reduziert wird. Die Pflanzenvielfalt, der Blütenreichtum in der Fläche und die damit verbundene lange Blühzeit von März bis November kommen auch den Insekten – allen voran den Bienen – zugute.

## Besucher und Veranstaltungen
Jährlich verzeichnet der Rosengarten über 110.000 Besucher. Bei einer Einwohnerzahl der Stadt von knapp 34.000 Menschen wurden im Jahr 2022 mehr als 6500 Jahreskarten erworben.
Vom Frühjahr bis zum Herbst werden individuelle Führungen durch die Anlage angeboten. Ein kostenloser Rosenschnittkurs im zeitigen Frühjahr liefert Informationen im Umgang mit Rosen, ferner finden jährlich drei gärtnerische Seminare statt.
Obendrein bildet der Rosengarten den Rahmen für diverse über das Jahr verteilt stattfindende Veranstaltungen wie Gartenmärkte, Rosentage oder die Konzertreihe Picknick im Park mit regionalen Bands.
Regelmäßige Veranstaltungen:
- Rosen- und Gartenmarkt (Juni)
- Zweibrücker Rosentage (Juni)
- Picknick im Park (Mai – September)
- Sonntagskonzerte (Mai – September)
- Herbst-Gartenmarkt (September)

## Film
- Europas Rosengarten – Gekrönte Häupter in Zweibrücken. Dokumentarfilm mit szenischer Dokumentation, Deutschland, 2014, 29:30 Min., Buch und Regie: Natascha Walter, Produktion: SWR, Reihe: Bekannt im Land, Erstsendung: 24. August 2014 bei arte, Inhaltsangabe von der ARD.